# Odvan Gomes da Silva
Odvan Gomes da Silva más conocido como Odvan (n. Campos dos Goytacazes, Brasil;  26 de marzo de 1974) es un exfutbolista brasileño, que jugaba de defensa y militó en diversos clubes de Brasil, Estados Unidos y Portugal. Es plenamente identificado con el Vasco da Gama de su país, con el cual ganó la Copa Libertadores de América 1998.

## Selección nacional
Con la Selección de fútbol de Brasil, disputó 12 partidos internacionales y no anotó goles. Incluso participó con la selección brasileña, en una sola edición de la Copa América y en otra de la Copa Confederaciones. La única participación de Odvan en una Copa América, fue en la edición de Paraguay 1999, donde su selección se coronó campeón. También participó en la Copa Confederaciones México 1999, donde su selección obtuvo el subcampeonato en la cita de México, tras perder la final ante los anfitriones.

### Participaciones en la Copa América
| Copa Confederaciones | Sede     | Resultado |
| -------------------- | -------- | --------- |
| Copa América 1999    | Paraguay | Campeón   |

### Participaciones en la Copa Confederaciones
| Copa Confederaciones           | Sede   | Resultado  |
| ------------------------------ | ------ | ---------- |
| Copa FIFA Confederaciones 1999 | México | Subcampeón |

## Clubes
| Club                    | País           | Año       |
| ----------------------- | -------------- | --------- |
| Americano               | Brasil         | 1993-1995 |
| Mineiros                | Brasil         | 1995      |
| Mimosense               | Brasil         | 1996      |
| Vasco da Gama           | Brasil         | 1997-2001 |
| Santos                  | Brasil         | 2002      |
| Botafogo                | Brasil         | 2002      |
| Coritiba                | Brasil         | 2003      |
| Fluminense              | Brasil         | 2004      |
| Washington D. C. United | Estados Unidos | 2005      |
| Náutico                 | Brasil         | 2005      |
| Estrela Amadora         | Portugal       | 2005      |
| Madureira               | Brasil         | 2006      |
| Bangu                   | Brasil         | 2006      |
| Madureira               | Brasil         | 2007      |
| Rio Bananal             | Brasil         | 2007      |
| Ituano                  | Brasil         | 2007      |
| Madureira               | Brasil         | 2008      |
| Cabofriense             | Brasil         | 2008      |
| Vasco da Gama           | Brasil         | 2008      |
| União de Rondonópolis   | Brasil         | 2009      |
| Armando Zanata          | Brasil         | 2010      |
| São João da Barra       | Brasil         | 2011      |
| Goytacaz                | Brasil         | 2012      |
| São José                | Brasil         | 2013      |